# Bahňáci
Bahňáci jsou skupinou ptáků v rámci řádu dlouhokřídlých, jejíž zástupci typicky hledají potravu procházením bahnitých či wattových mělkých břehů a používají svůj zobák ke sběru bezobratlých vodních živočichů, jako jsou korýši či vodní hmyz.
Mezi bahňáky se najdou ptáci od velikosti vrabce až po středně velké ptáky brodivého typu vázané na vodu a její okolí (mokré louky, bažiny a pod.). Jde o velmi rozmanitou skupinu, ať už jde o vzhled nebo hnízdní prostředí. Mají tenký a dlouhý zobák (kromě kulíků), někdy ohnutý nahoru (tenkozobec opačný) nebo dolů (koliha velká).
Většina druhů hnízdí na zemi, ale např. vodouš kropenatý na stromech. Mláďata jsou nekrmivá. Bahňáci mají převrácené rodičovské (sexuální) role; u druhů, kde se o mladé stará samec, je výraznější pohlavní dimorfismus, samice je pestřejší. Jsou to dobří letci, často výrazně tažní. Mezi bahňáky dokonce patří i rekordman v ptačí migraci, kterým je břehouš rudý, jenž dokáže urazit přes 13 000 km bez jediné zastávky. Mohou tvořit hejna obsahující až několik tisíc jedinců. 
V historickém pojetí zahrnuje podřád bahňáků kolem 245 druhů, z nichž 52 bylo zaznamenáno na území Česka. Většina druhů Českem jen protahuje ze severněji položených hnízdišť, často z oblastí kolem severního polárního kruhu. Celkem 8–12 druhů v Česku hnízdí, občas jen velmi vzácně. K nejběžnějším českým bahňákům patří čejka chocholatá, sluka lesní a kulík říční.

## Systematika

### Tradiční pojetí

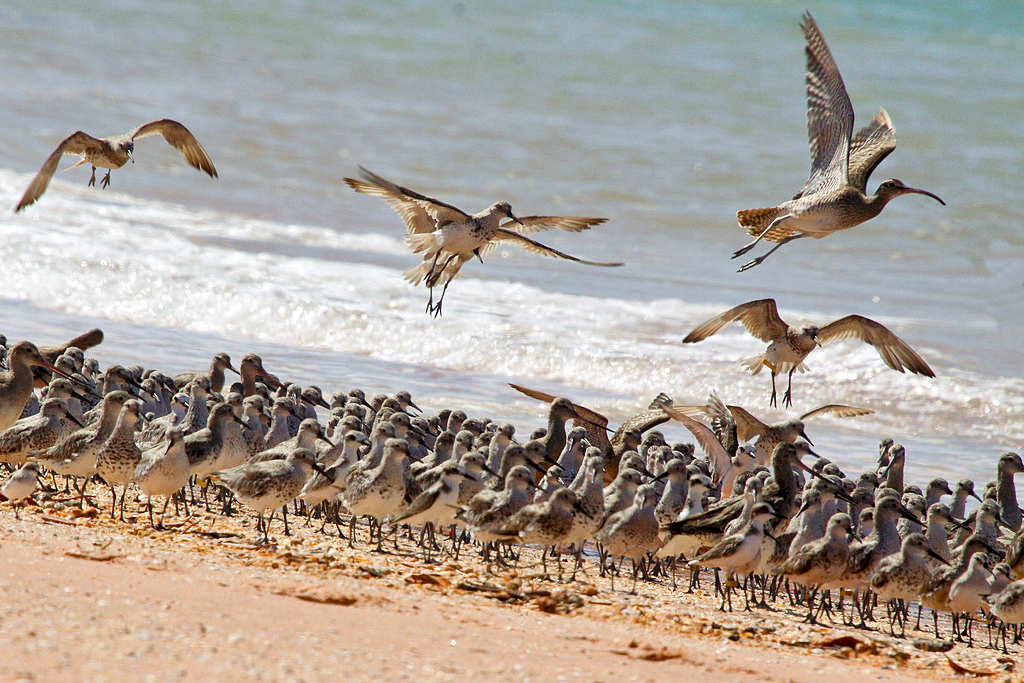
Hejno bahňáků při hřadování na břehu (mj. jespáci a břehouši)

Systematika dlouhokřídlých, ke kterým bahňáci náleží, je předmětem dlouholetých vědeckých debat. V jednom z tradičních pojetí představují bahňáci jeden ze tří podřádů dlouhokřídlých (dalšími byli racci (Lari) a alky (Alcae)). V takovém případě se podřád bahňáků označoval jako Charadrii. S rozmachem genetických metod však začaly v průběhu 10. let 21. století vycházet studie, které poukázaly na to, že toto rozdělení je nepřirozené, skupina Charadrii je polyfyletická a představuje tzv. odpadní koš na taxony (wastebasket taxon).
O bahňácích proto lze uvažovat spíše jako o ekologické skupině dlouhokřídlých. Zmatky způsobuje mj. to, že bahňáci byli v minulosti považování i za samostatný řád, který se označoval Charadriiformes (dnes dlouhokřídlí). Aby bylo docíleno monofyletického původu podřádu Charadrii, velká řada čeledí byla vyjmuta a přeřazena jinam, takže původní „bahňáci“ (myšleno ve starším pojetí) dnes řadí i do jiných podřádů než Charadrii. 
Tradičně se k bahňákům řadí tyto čeledi (může se lišit u jednotlivých autorů):

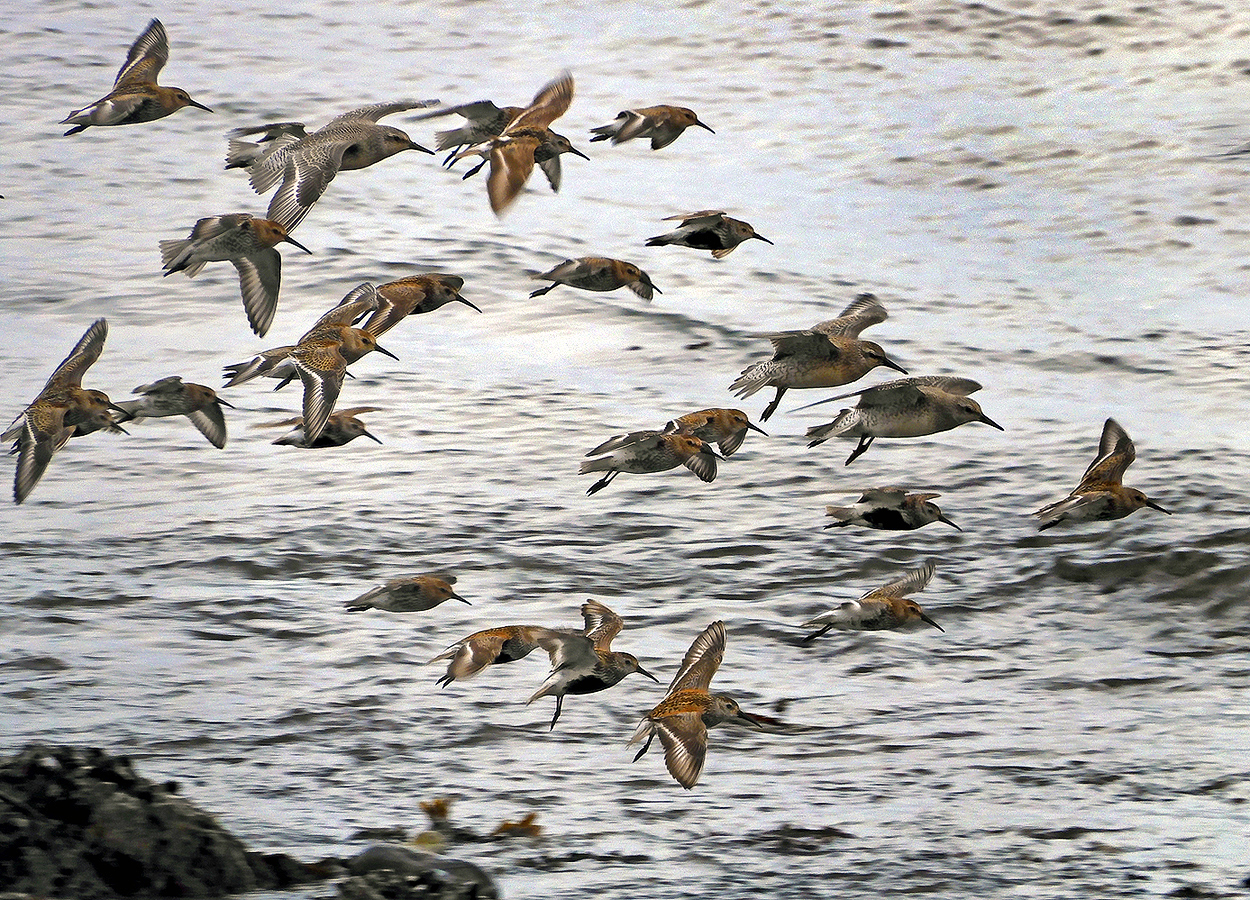
Hejno jespáků obecných a rezavých (Švédsko)

- Pluvianidae
- dropíkovití (Pedionomidae)
- dytíkovití (Burhinidae)
- Pluvianellidae
- kulíkovití (Charadriidae)
- ostnákovití (Jacanidae)
- ouhorlíkovití (Glareolidae)
- písečníkovití (Thinocoridae)
- pobřežníkovití (Dromadidae)
- slučicovití (Rostratulidae)
- slukovití (Scolopacidae)
- srpatkovití (Ibidorhynchidae)
- štítonosovití (Chionidae)
- tenkozobcovití (Recurvirostridae)
- ústřičníkovití (Haematopodidae)

### Moderní pojetí
Moderní taxonomické pojetí bahňáků, resp. skupiny Charadrii, se ve vědecké komunitě stále diskutuje. Podle analýzy DNA z roku 2021 spadají do skupiny Charadrii tyto čeledi:
- dytíkovití (Burhinidae)
- Pluvianellidae
- kulíkovití (Charadriidae)
- ústřičníkovití (Haematopodidae)
- srpatkovití (Ibidorhynchidae)
- štítonosovití (Chionidae)
- tenkozobcovití (Recurvirostridae)